# Teresa Tyszkiewicz (1953–2020)
Teresa Tyszkiewicz (ur. 28 grudnia 1953 roku w Ciechanowie, zm. 22 stycznia 2020 w Paryżu) – polska artystka, autorka filmów krótkometrażowych, tworząca w polu fotografii, rysunku, performance i malarstwa. Tworzyła też obiekty przestrzenne, rzeźby. Jej mężem był artysta Zdzisław Sosnowski.

## Studia i początek twórczości
W latach 1974–1978 studiowała na Wydziale Mechaniczno-Technologicznym Politechniki Warszawskiej (dyplom 1978). Była współzałożycielką Związku Twórców Filmowych "Remont" (1980).
Teresa Tyszkiewicz rozpoczęła pracę twórczą w 1978 roku. W latach 1978–1981 działała w kręgu artystów skupionych wokół Galerii Współczesnej w Warszawie. Pierwsze filmy robiła ze swoim mężem Zdzisławem Sosnowskim ("Goalkeeper" – 1975/77; "Stałe zajęcie" (Permanent Position) – 1978/79; "Druga strona" – 1979/90). Poza filmem wykonywała też performance, malowała obrazy i rysowała.
Filmy Teresy Tyszkiewicz na taśmie 16 mm: "Stałe zajęcie" 1978/79; "Druga strona" 1980; "Dzień po dniu" 1980; "Ziarno" 1980; "Oddech" 1981; "Obraz i gry" 1981; "Stadium" 1981; "Epingle" 1994.

## Wyjazd do Paryża
Od 1982 roku mieszkała w Paryżu wraz z mężem Zdzisławem Sosnowskim (artystą), z którym zrealizowała wspólnie kilka filmów. Po wyjeździe do Francji artystka była przez wiele lat nieobecna na polskiej scenie artystycznej. Jej twórczość została przypomniana dopiero na wystawie "Jesteśmy" w Zachęcie w 1991 roku. Pokazała na niej m.in. takie prace, jak "Płótno ze szpilkami skrępowane sznurem" oraz "Szpilki i pismo".
Paryski okres twórczości Tyszkiewicz charakteryzuje się zmianą warsztatu pracy, zaczęła wykorzystywać szpilki krawieckie, które łączyła z różnymi materiałami (płótno, olej, akryl, blacha, fotografia), tworząc obiekty-obrazy. Początkowo wbijała w podłoże 800-1000 szpilek dziennie.

We Francji zaczęłam rozwijać pomysł, który przywiozłam z kraju, czyli komponowanie obrazów ze szpilek. One po prostu mnie ścigały. Ten biedny przedmiot stał się dla mnie magiczny. Ukłucie, opór i chęć, aby go zwalczyć. Szpilka prowokuje mnie i wywołuje nowe propozycje. Jest łagodna po ujarzmieniu, ale w trakcie pracy boję się, bo jest niebezpieczna, atakująca. Może symbolizuje zmaganie z przeszkodami.

{{Cytat}} Gołe linki: "źródło".
W wielu realizacjach używała również swojego ciała:

Moje ciało jest medium, źródłem i kreacją problemu. Jest niezbędne. Jest bazą, \'domem\', który chroni moją osobowość. Odgrywa funkcję \'łącznika\' między rzeczywistością i wyobraźnią". "W moich filmach nie bardzo mogę znaleźć inne narzędzie jak moje fizyczne ja, ponieważ pomysł zawsze chce nakreślać sobą.

{{Cytat}} Gołe linki: "źródło".
W 2020 przygotowano duża wystawę monograficzną artystki Teresa Tyszkiewicz. Dzień po dniu, w ms2 / Muzeum Sztuki w Łodzi. Specjalnie na potrzeby prezentacji w Muzeum Sztuki, artystka zmontowała swój ostatni, nigdy nie pokazywany film ARTA (1984-85 / 2019). Artystka zmarła tuż przed otwarciem wystawy, przesuniętym dodatkowo o kilka miesięcy ze względu na pandemię Covid-19.

## Kolekcje
Jej prace znajdują się w zbiorach publicznych i prywatnych, m.in. w Fonds National d'Art Contemporain w Paryżu, Musée Ville de Paris i Fondation Camille w Paryżu.

### Galeria prac

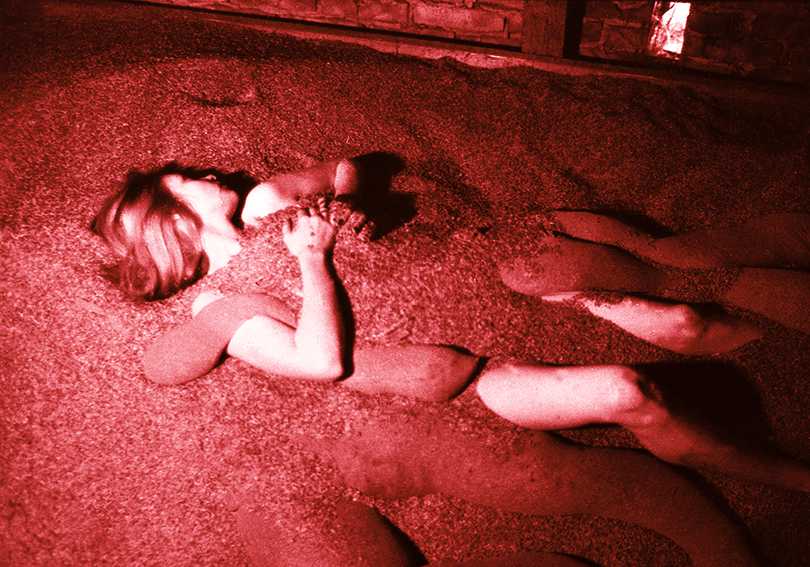
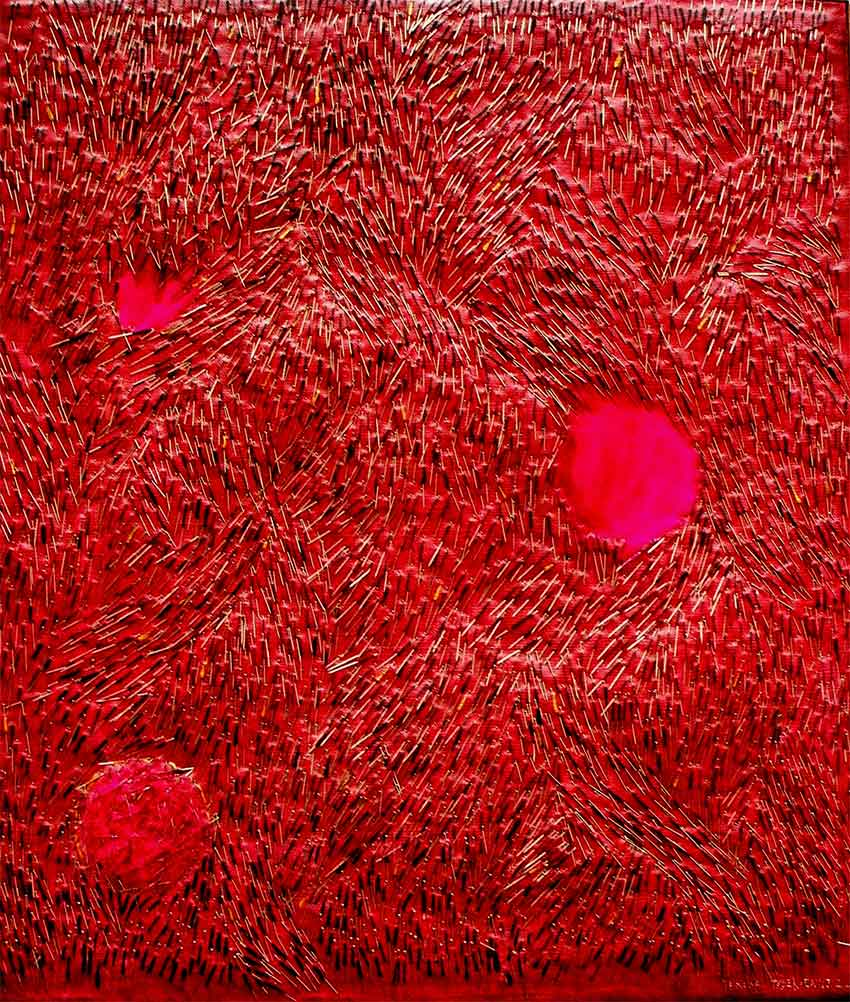
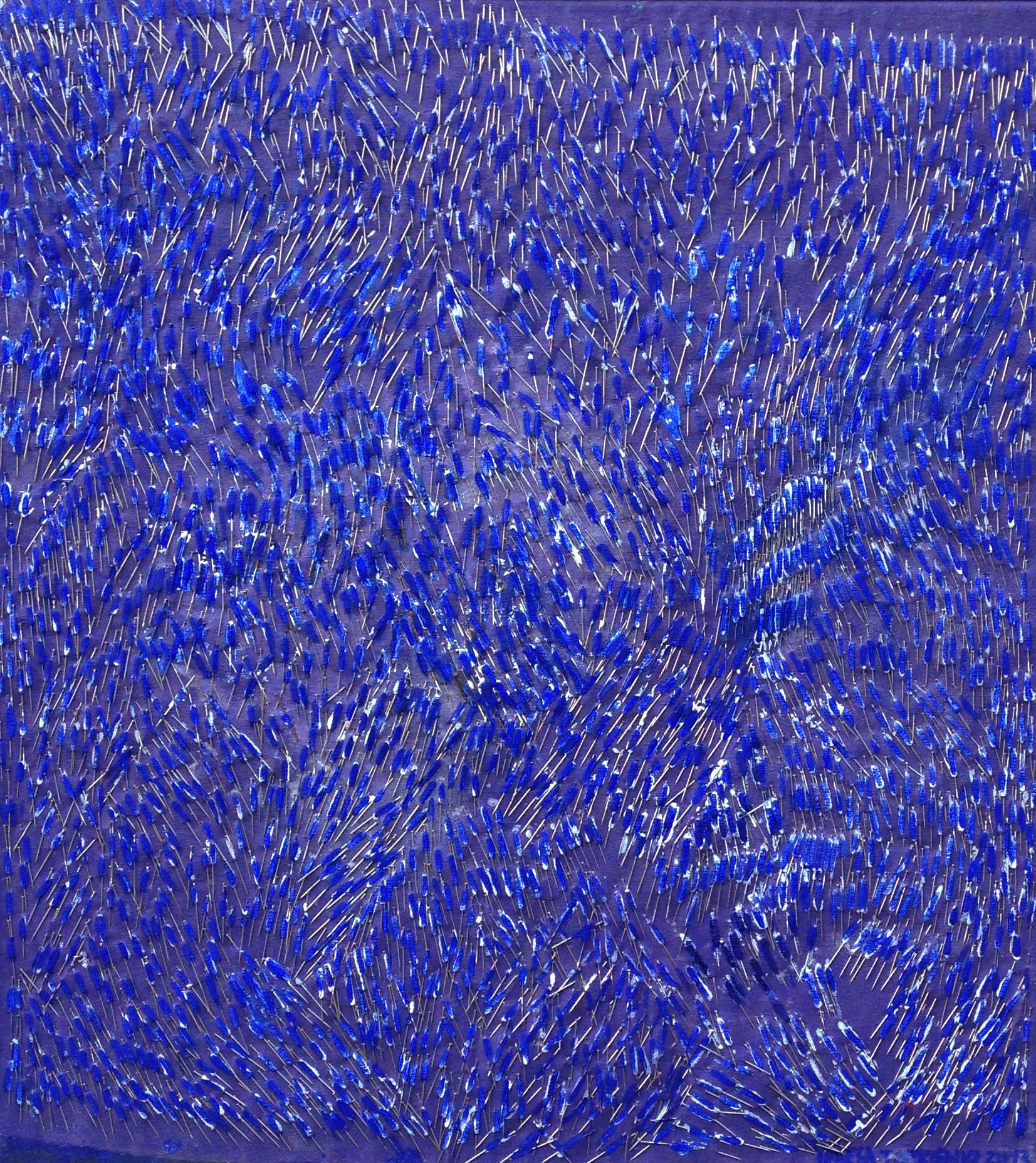
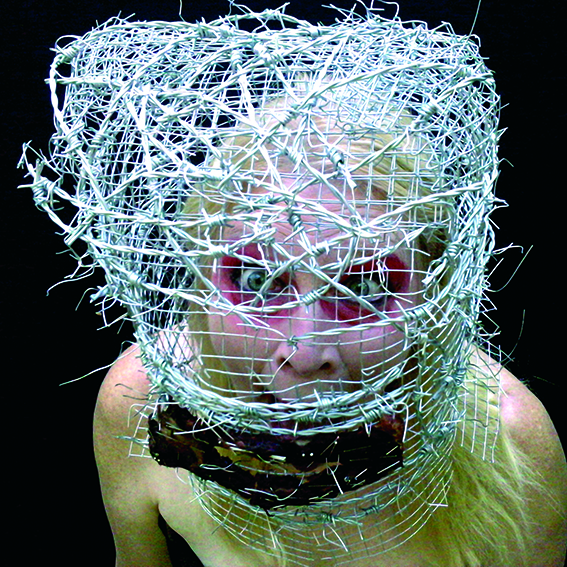
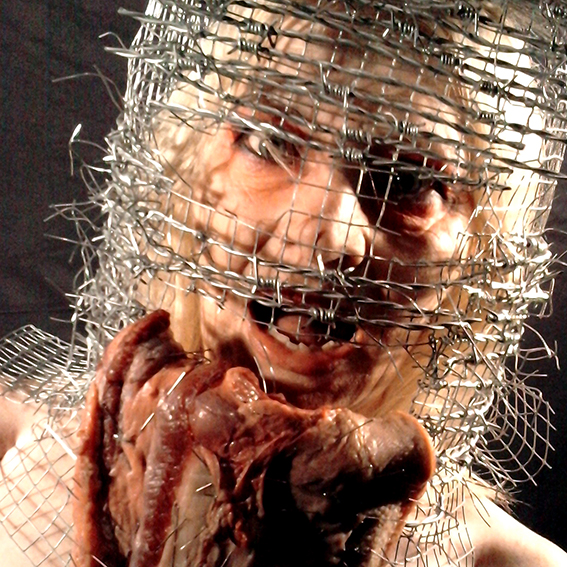
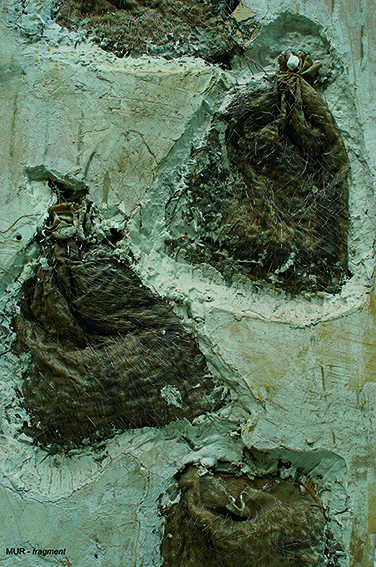
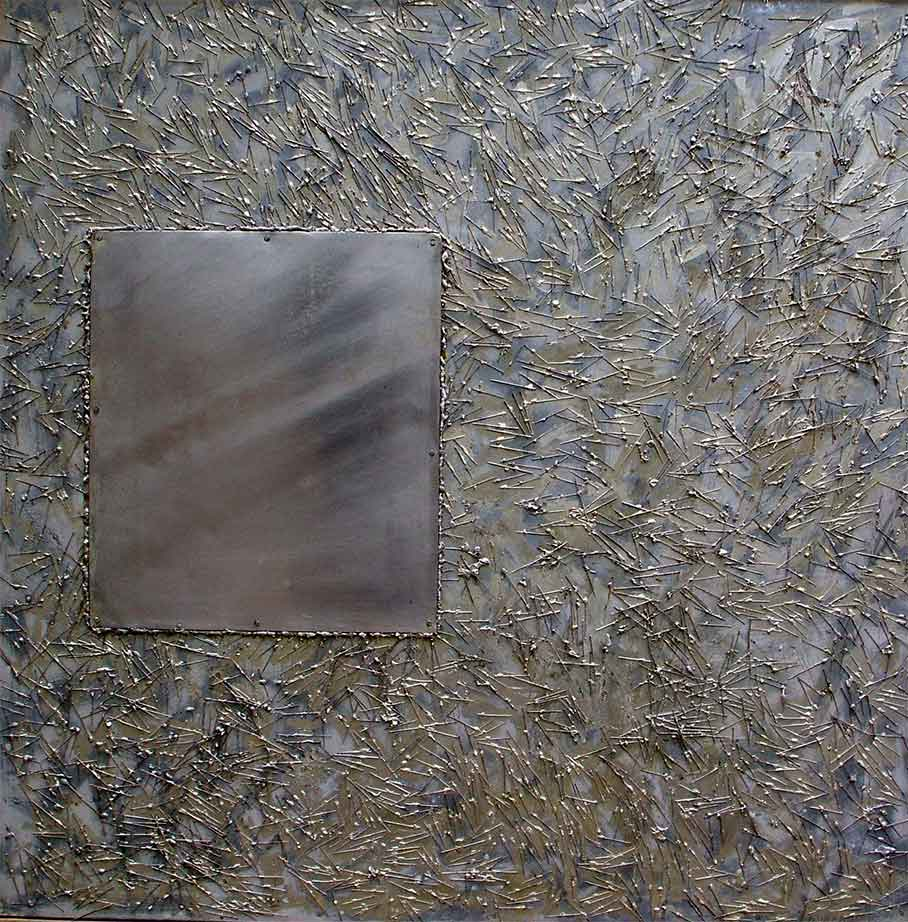
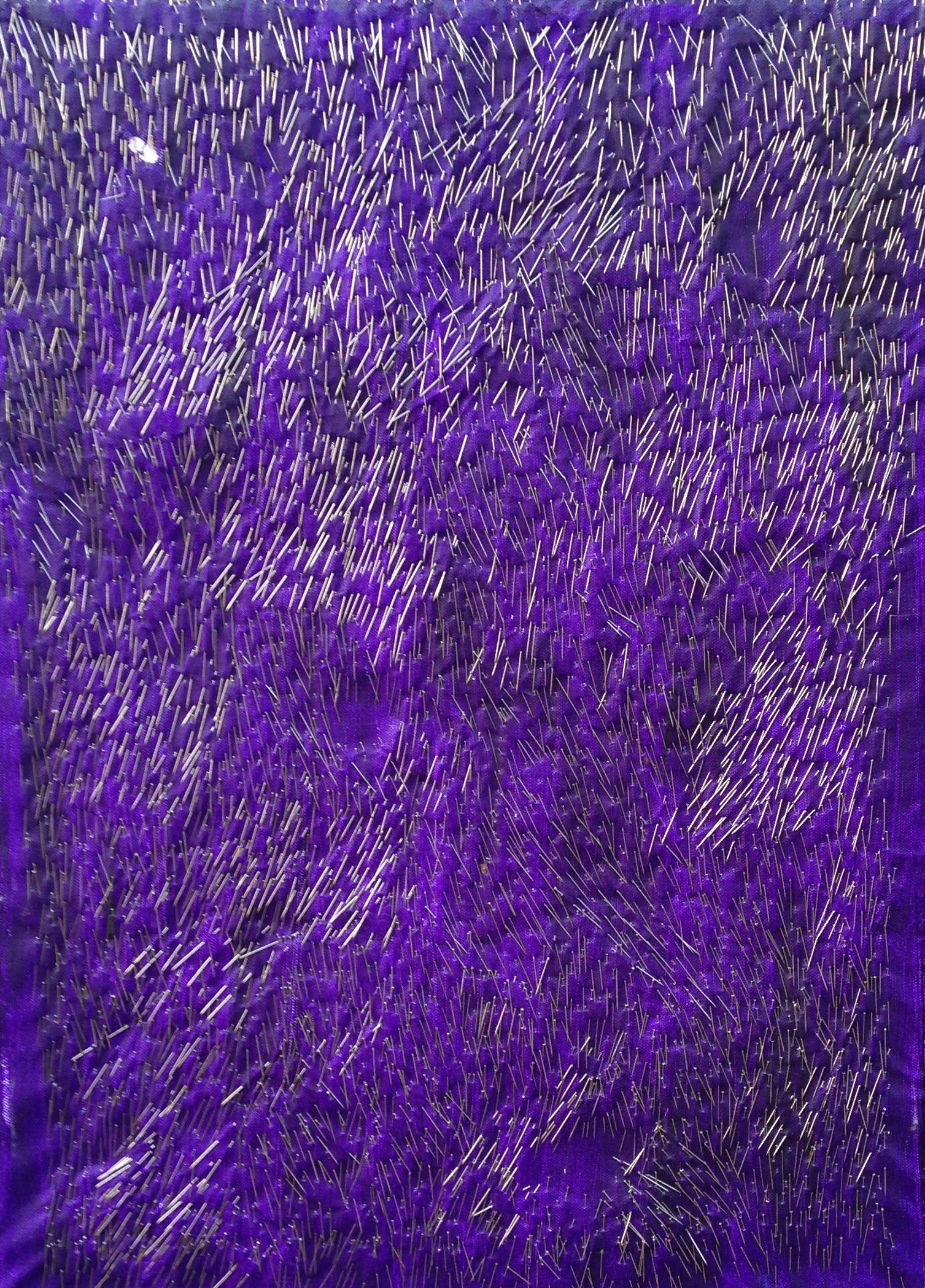
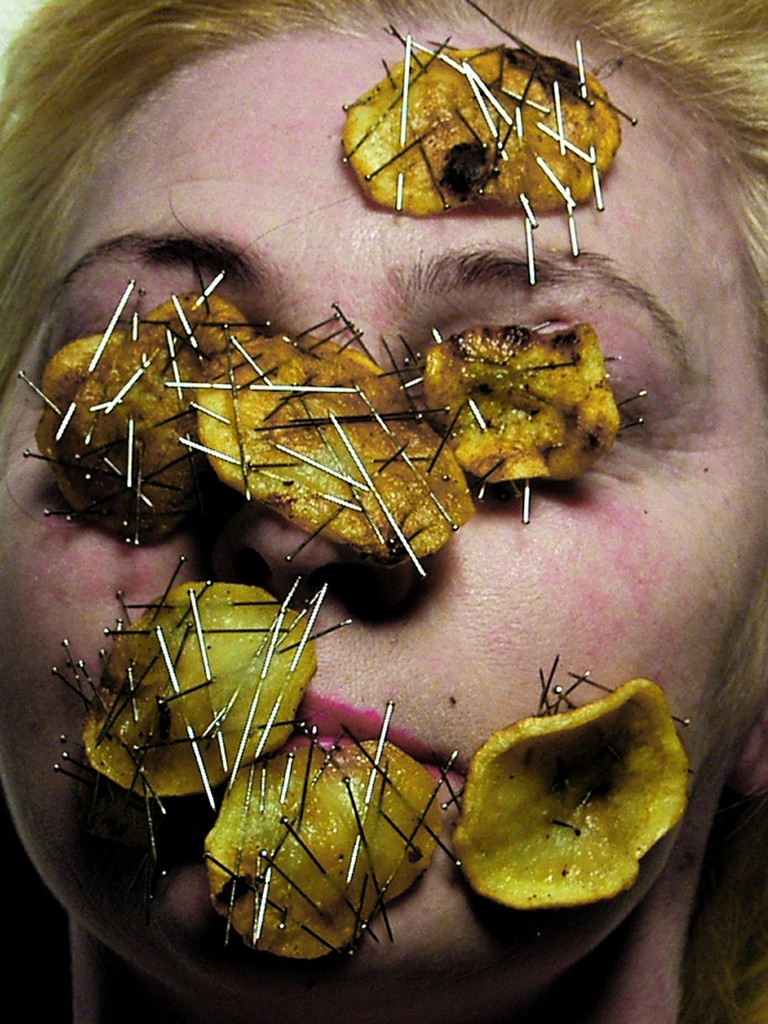
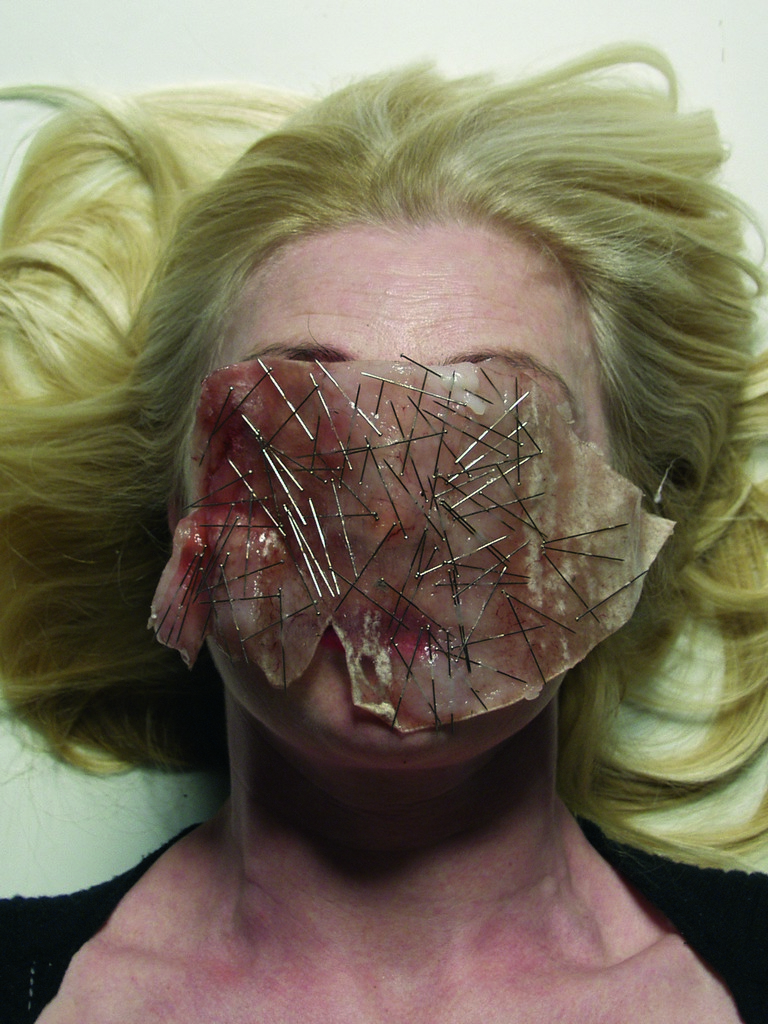
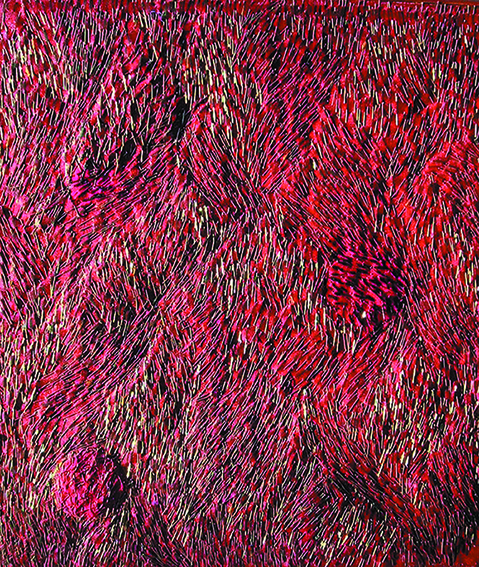

## Wystawy
Źródło:
- 1979 – "Sztuka ekstremalna", BWA Poznań
- 1979 – "Porównania", BWA Sopot
- 1979 – "Stałe zajęcie", BWA Kalisz
- 1980 – "Prace i słowa", De Appel Gallery, Amsterdam
- 1980 – "Pokaz filmów", Galeria Krytyków, Warszawa
- 1981 – Galeria Studio, Warszawa
- 1981 – Festival International du Jeune Cinéma, Hyères, Francja
- 1982 – Galeria Diferença, Lizbona
- 1982 – XII Biennale de Paris (Section Cinema Experimental)
- 1982 – Festival de Cinéma et Vidéo, Paryż
- 1983 – Festival International d'Art Performance, Lyon, Francja
- 1983 – "Présences Polonaises" (film), Centre Georges Pompidou, Paryż
- 1983 – "Grands et jeunes d'aujourd'hui", Grand Palais, Paryż
- 1985 – Galerie Lara Vincy, Paryż
- 1986 – "Aspects de la jeune peinture abstraite", Paryż
- 1988 – "Comparaison", Grand Palais, Paryż
- 1989 – Galerie W. Dunikowski, Kolonia, Niemcy
- 1991 – "Jesteśmy", Galeria Zachęta, Warszawa
- 1994 – "Ars Erotica", Muzeum Narodowe, Warszawa
- 1998 – "Szpilki", Galeria Zachęta, Warszawa
- 2001 – "Espace des Beaux-Arts", Ateny (Nagroda Jury Exposition Fondation Camille
- 2004 – "Epingle", Kiron Galerie, Paryż
- 2005 – "Teresa Tyszkiewicz. Twarze", Galeria Krytyków Pokaz, Warszawa
- 2004 – Films of Polish Women Artists in the 1970s and 1980s, Tate Modern, Starr Auditorium, Londyn
- 2004 – "Z archiwum polskiego filmu eksperymentalnego", Centrum Sztuki Łaźnia, Gdańsk
- 2004 – Films of Polish Women Artists in the 1970s and 1980s, pokaz towarzyszący wystawie "Architekture of Gender: Contemporary Woman's Art in Poland", Sculpture Center, Nowy Jork
- 2006 – "1,2,3...awangarda", CSW Zamek Ujazdowski, Warszawa
- 2008 – "Teraz, Artyści Galerii Foto-Medium-Art.", Mazowieckie Centrum Sztuki Współczesnej Elektrownia, Radom
- 2020 – "Teresa Tyszkiewicz. Dzień po dniu", ms2, Łódź